# Pałac Andrássych w Tiszadob
Pałac Andrássych w Tiszadob wybudowany został w stylu romantycznym na cześć, jak głosi ustna tradycja, królowej Węgier Elżbiety Bawarskiej, znanej powszechniej jako Sissi, na wzór średniowiecznych zamków rycerskich znad Loary.

## Historia pałacu
Pałac został wybudowany przez Gyulę Andrássyego, pierwszego ministra spraw zagranicznych Austro-Węgier, prawdopodobnie na podstawie projektu Ignáca Alpára w latach 1880–1885. Znajdujący się za pałacem ogród angielski, utrzymywany w dobrym stanie do dzisiaj, został również przez niego założony. Budowla z kilkoma wieżami zawiera elementy stylu neogotyckiego i romantycznego. Pałac wybudowano na wzniesieniu niedaleko brzegu Cisy, co sprawia, że góruje nad jej obszarami zalewowymi. Wschodnia część parku graniczy bezpośrednio z rzeką. Zgodnie z ówczesną modą przed frontem pałacu również urządzono park z poprzycinanymi bukszpanami i cisami oraz piękną rzeźbą Jánosa Fadrusza Uprowadzenie dziewcząt pośrodku. Panoramę nad tą częścią parku zamyka, widoczny w oddali, wulkaniczny stożek góry Tokaj. Park doskonale wpasowuje się w krajobraz.
Okolicę parku ozdabiały niegdyś różane altany i krzewy ozdobne. Części parku oddalone od pałacu stworzono przerzedzając istniejące wcześniej lasy łęgowe nad Cisą, w taki sposób, by zachować ich piękno. Na objętych ochroną terenach zalewowych znajduje się zabytkowy zameczek myśliwski. Po II wojnie światowej obszar parku uległ zmniejszeniu i obecnie wynosi 15 mórg katastralnych. W pałacu urządzono dom dziecka.
W pałacu znajduje się znane panneau, współczesne dzieło artystyczne romskiego malarza Tamása Péliego o wymiarach 9 × 4,5 m.

## Restauracja pałacu
Projekt o nazwie „Turystyczne i kulturalne wykorzystanie pałacu Andrássych w Tiszadob i powiązanych z nim terenów” w 2009 roku otrzymał 1,738 mld forintów pomocy z Unii Europejskiej w ramach popierania rozwoju turystyki w północnej części Wielkiej Niziny Węgierskiej. Projekt rozwojowy wykonał właściciel nieruchomości, samorząd komitatu Szabolcs-Szatmár-Bereg.
Przygotowanie do restauracji pałacu Andrássych oraz otaczającego go środowiska naturalnego pod kątem rozwoju turystyki oraz planowanie szeroko zakrojonych inwestycji w zabytkowym budynku, przeprowadzono pod kierownictwem firmy Zoboki-Demeter és Társai Építésziroda Kft. i we współpracy z m.in. Tiborem Balázsem (B5 Építész Iroda). W ramach tego projektu zwiększono kulturalną i turystyczną atrakcyjność pałacu i parku.
W czasie rekonstrukcji nie wybudowano nowych obiektów czy części budowli. Była skierowana na odnowę zewnętrznej części budowli i jej wewnętrznego wyposażenia oraz na poprawę skuteczności jej funkcjonowania.
Projekt remontowy zakończył się w czerwcu 2014 r., jednak pałac nie od razu uzyskał pozwolenia na rozpoczęcie działalności. Od 7 grudnia 2015 r. pałac i park są udostępnione do zwiedzania.

## Zdjęcia zamku

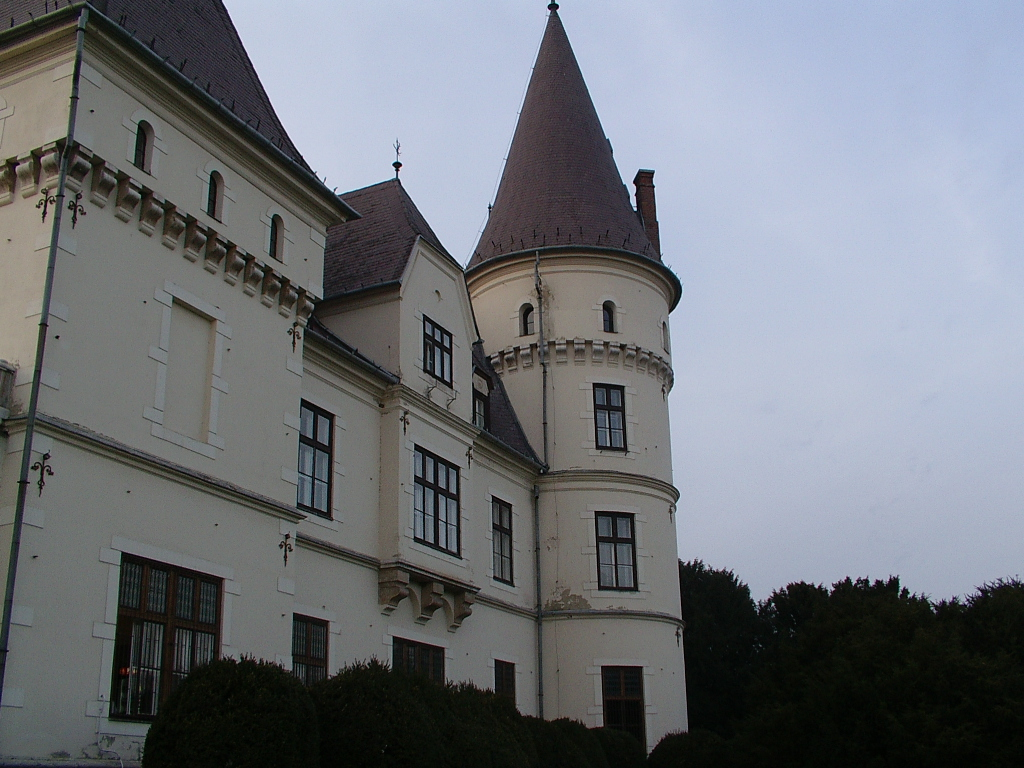
Pałac
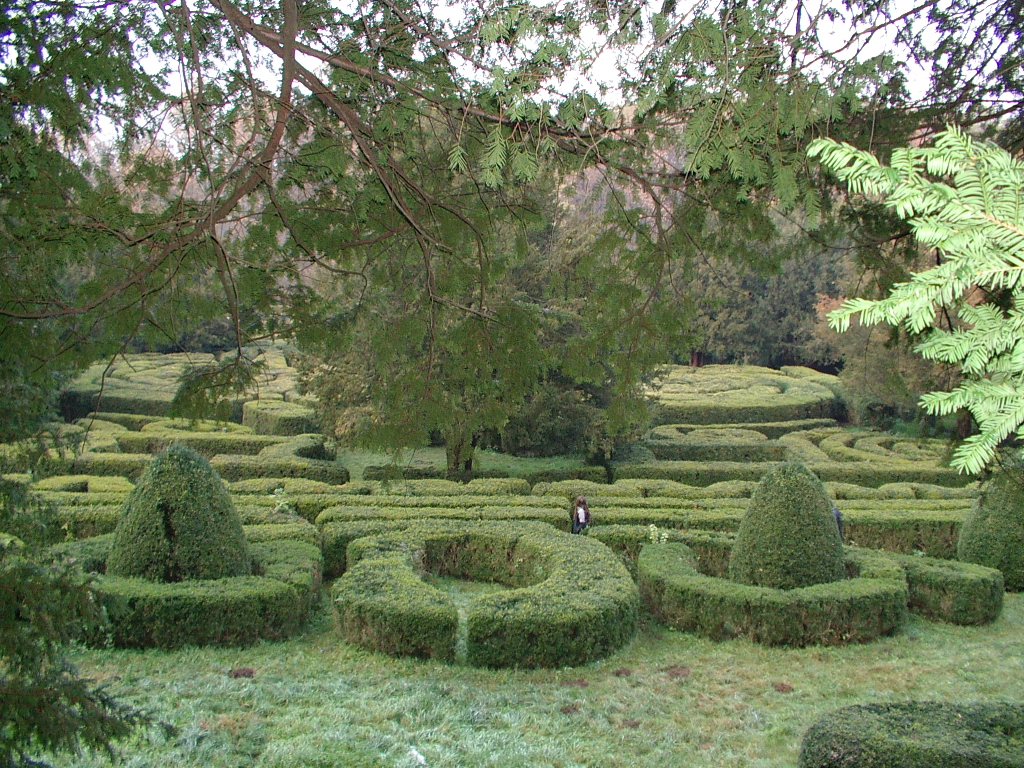
Otoczony cisami pałacowy park z wejściem do bukszpanowego labiryntu
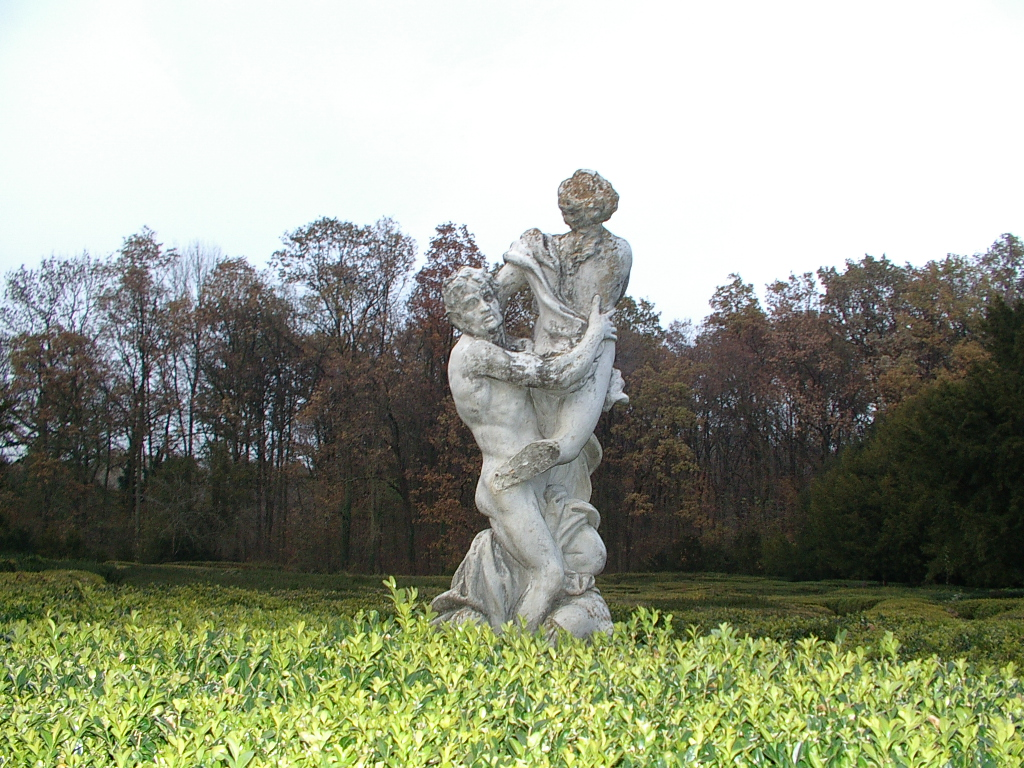
Rzeźba Jánosa Fadrusza „Porwanie dziewcząt” stojąca w bukszpanowym labiryncie
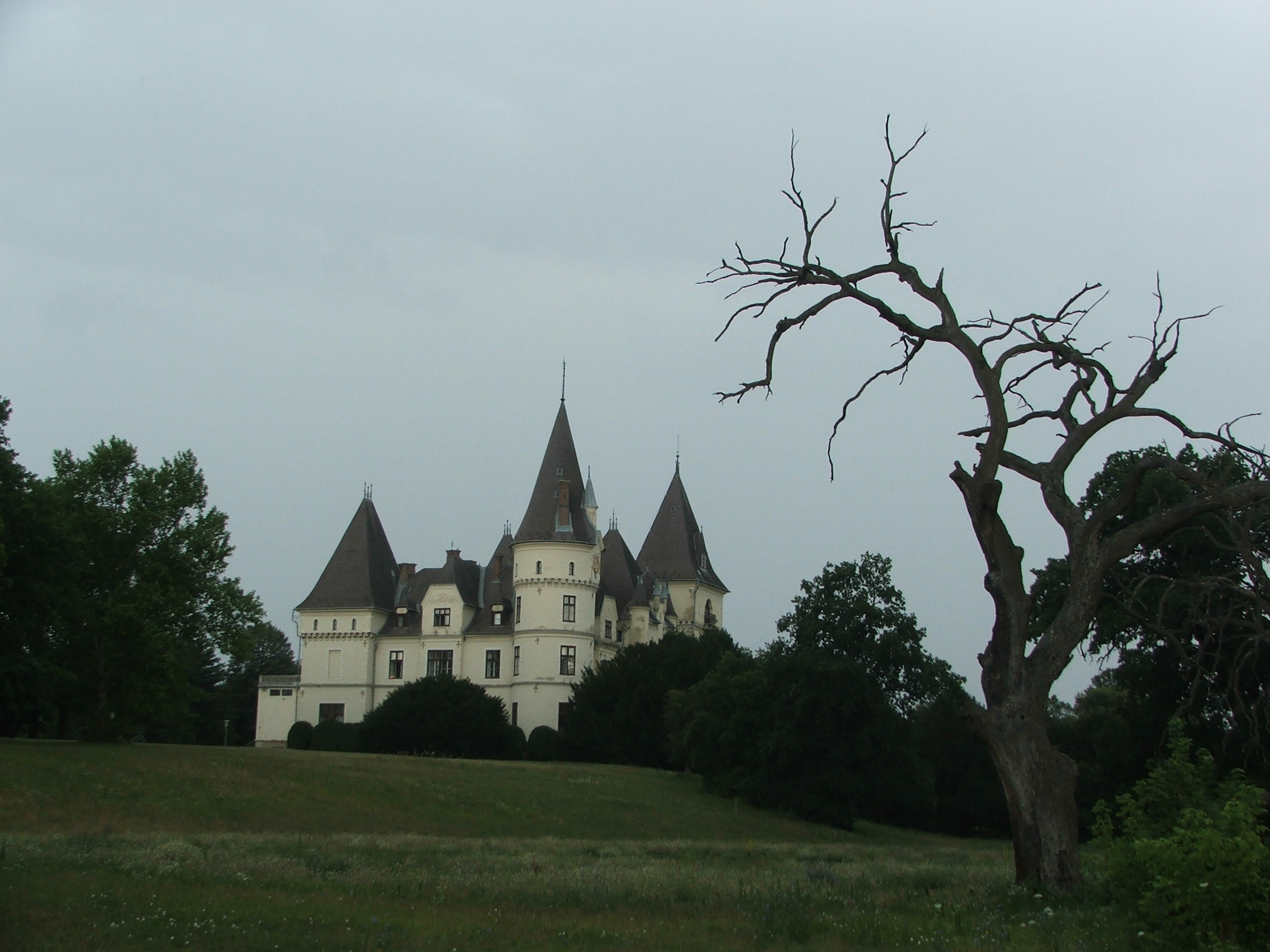
Widok znad starorzecza
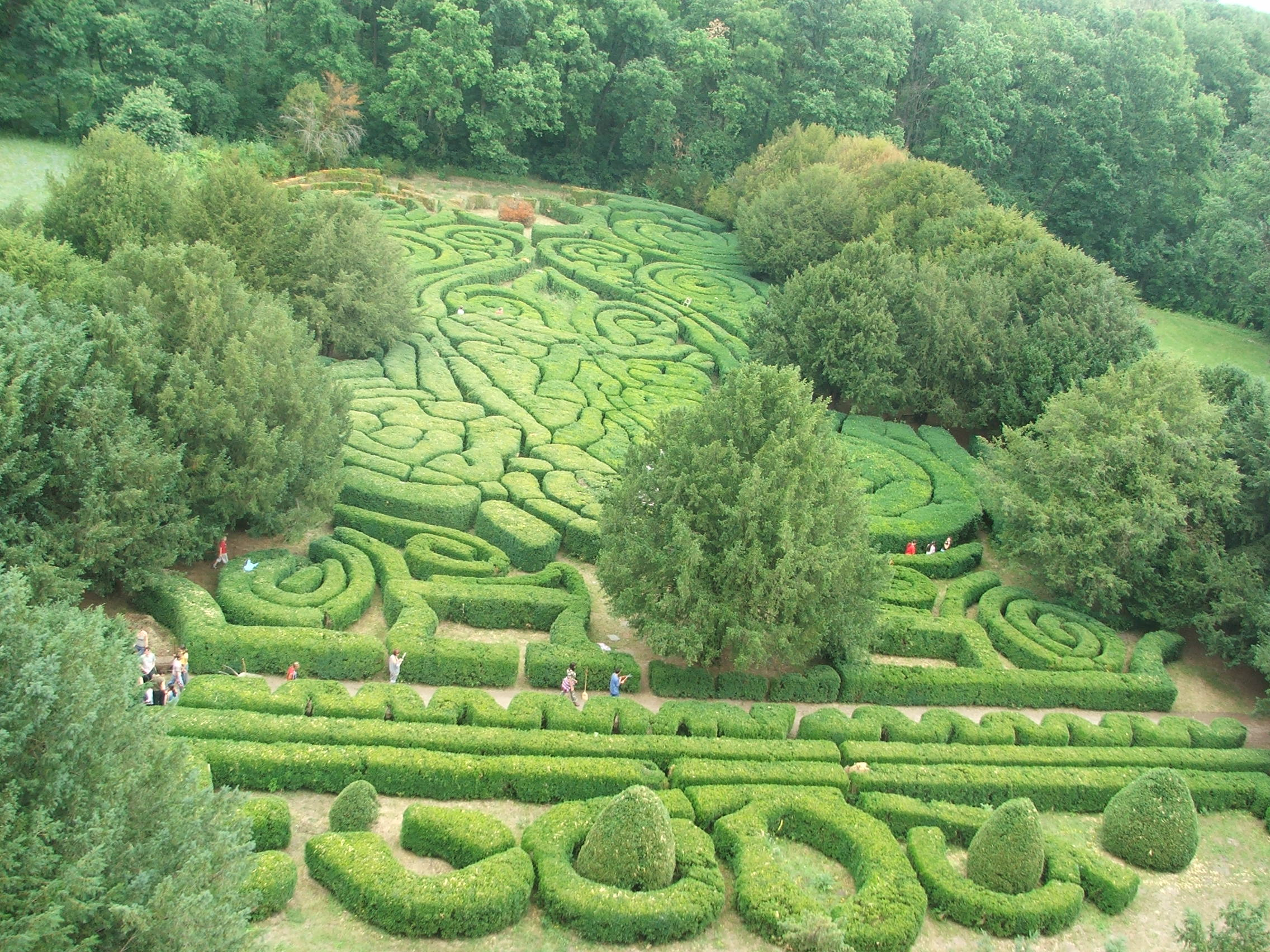
Bukszpanowy labirynt
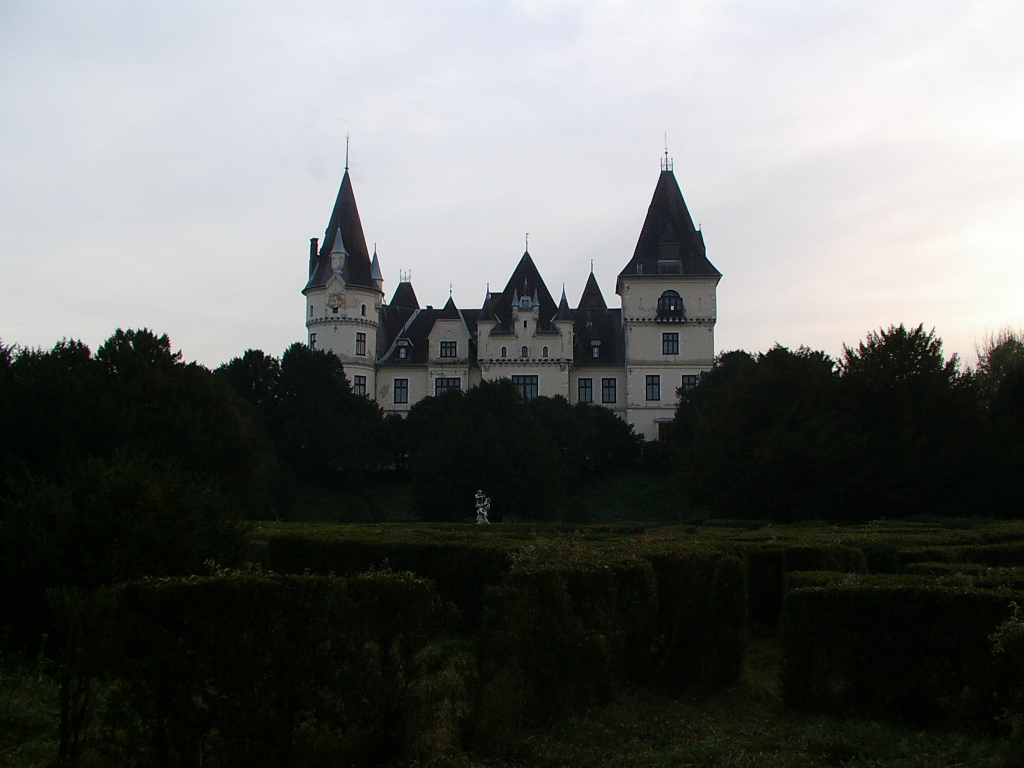
Pałac z oddali
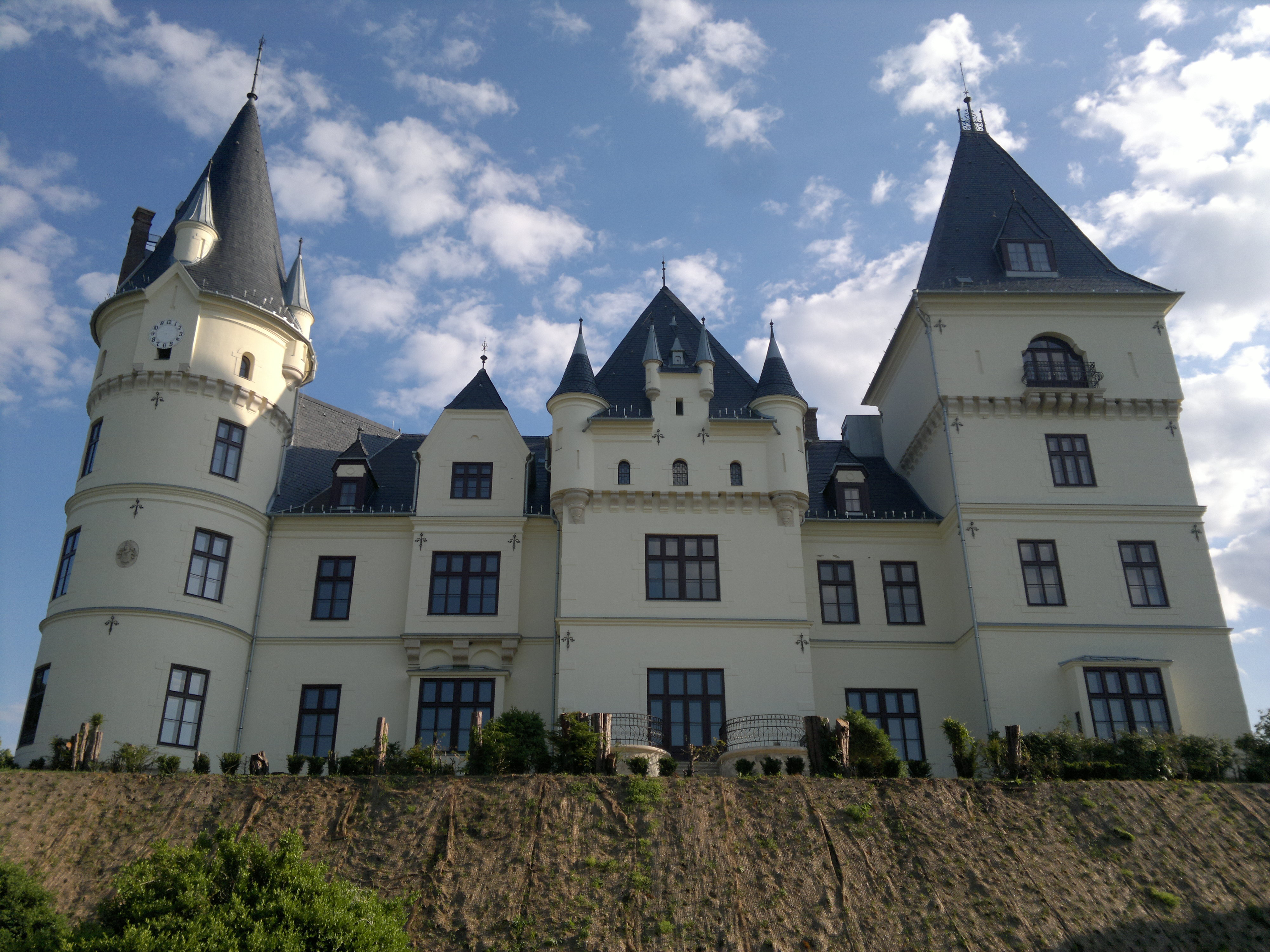
Stan w maju 2012 r. po restauracji i wycięciu drzew